# 방조제

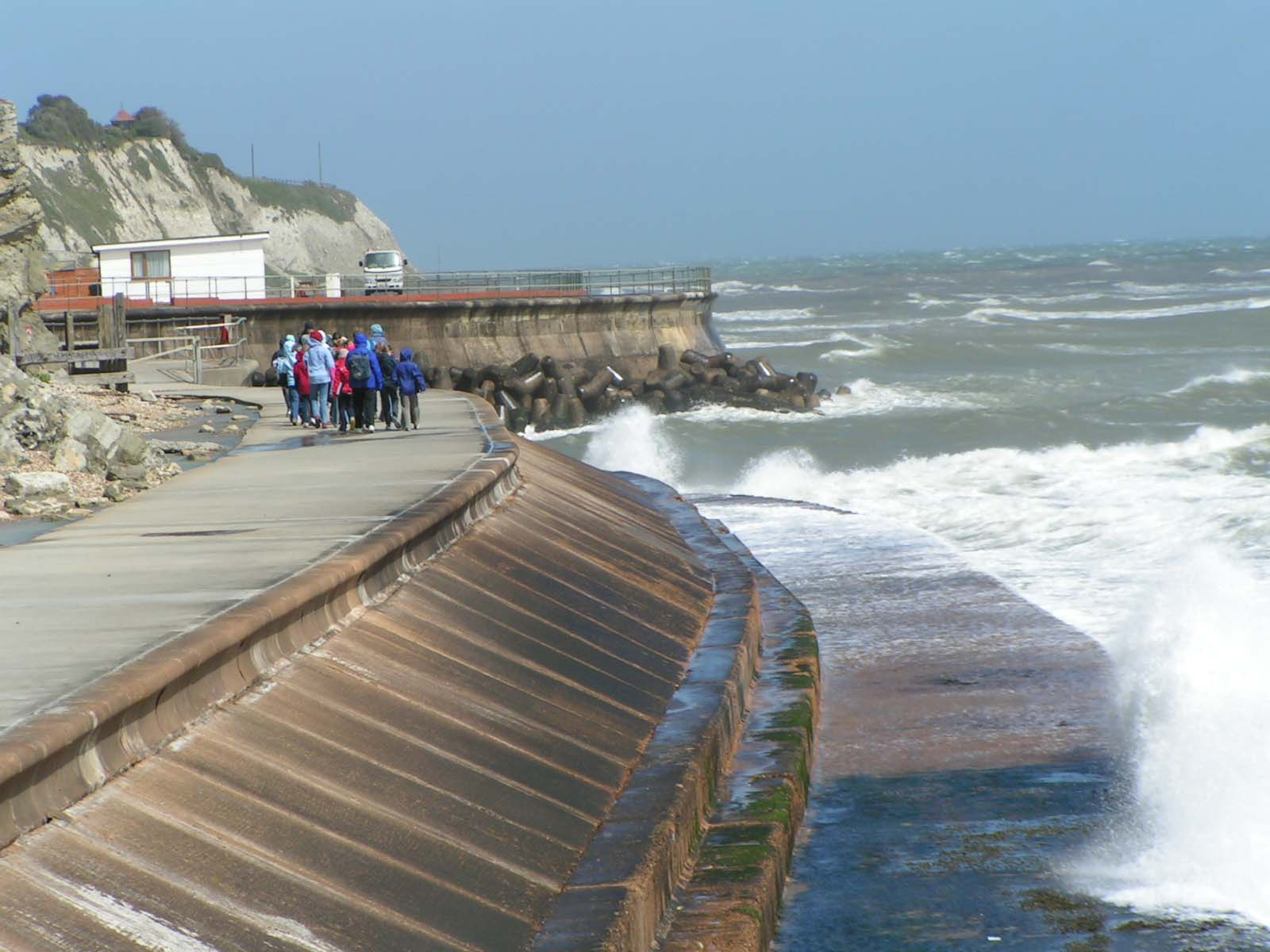
아일오브와이트 주의 벤트너 지역의 방조제.

방조제(防潮堤, 문화어: 미세기뚝, 영어: seawall)는 간척지를 바다로부터 방호하기 위하여 해안에 축조하는 제방이다. 방조제의 목적은 조석, 파도, 지진해일로부터 인간의 거주지, 레저 활동을 보호하는 것이다. 해일이 발생할 경우 바닷물이 육지로 침입하는 것을 방지하기 위하여 해안선을 따라 설치하기도 한다.
바다에서 간척지를 조석, 파랑, 해수 침투 등으로부터 보호하기 위하여 만드는 제방으로 고조시에 해수가 월류하지 않고, 파랑에 견디며, 해수침투가 없도록 크기와 재료 및 시공법을 정해서 축조한다.

## 같이 보기
- 방파제